# Fyn
Fyn je třetí největší ostrov Dánska. Nachází se v Baltském moři. Spolu s ostrovem Sjælland tvoří jádro Dánska. Leží v regionu Syddanmark a bydlí na něm přibližně 466 000 lidí. Největší město je Odense. Ostrov je spojen se sousedním ostrovem Sjælland velkým mostem přes Velký Belt.

## Sídla
Největší města na ostrově podle počtu obyvatel v roce 2016 jsou:
- Odense: 175 245 obyvatel
- Svendborg: 27 074 obyvatel
- Nyborg: 17 008 obyvatel
- Middelfart: 15 044 obyvatel
- Faaborg: 7 178 obyvatel
- Assens: 6 110 obyvatel
- Kerteminde: 5 963 obyvatel
- Ringe: 5 836 obyvatel
- Munkebo: 5 629 obyvatel
- Otterup: 5 083 obyvatel

## Geografie
Fyn je známý jako „zahrada Dánska“. Ostrov je tvořen morénovou nížinou s úrodnou půdou, pěstuje se na něm cukrová řepa a obiloviny a chová se dobytek. Mys Fyns Hoved na severu ostrova byl zařazen do programu Natura 2000. Vnitrozemí ostrova je vhodné pro cykloturistiku a při pobřeží se provozuje jachting. Renesanční památkou je vodní hrad Egeskov. Ukázky lidové architektury jsou k vidění ve skanzenu Den Fynske Landsby nedaleko Odense. V lokalitě Tybrind vig na západním pobřeží Fynu byly nalezeny pozůstatky rybářské vesnice z období mezolitu. Dokladem pohřební kultury Vikingů je loď z Ladby. Na ostrově působila na počátku dvacátého století umělecká skupina, k níž patřili Peter Hansen a Fritz Syberg. Místní obyvatelé hovoří dialektem fynsk.  